# Xã Vermillion, Quận Appanoose, Iowa
Xã Vermillion (tiếng Anh: Vermillion Township) là một xã thuộc quận Appanoose, tiểu bang Iowa, Hoa Kỳ. Năm 2010, dân số của xã này là 808 người.